# Robert Gordon
Robert Gordon (1668–1731), un filantrop i mercader del segle xvii, nasqué a Aberdeen, Escòcia (Regne Unit).
Era el fill únic d'Arthur Gordon i Isabella Menzies de Balgownie. Quan el seu pare, un respectat advocat dels tribunals d'Edimburg morí el 1680, en Robert va heretar una notable fortuna.
En Robert va engrandir la fortuna familiar i cap al 1692 era prou ric per fer una important donació a la seva escola.
Cap al 1720 va tornar a Aberdeen de Danzig, on s'havia establert per fer negocis al Bàltic. No s'havia casat mai i no tenia hereus i va decidir consignar la seva fortuna a la creació d'una institució caritativa que s'encarregués de l'educació dels joves. Aquí hi ha precisament l'origen de l'actual Universitat Robert Gordon, una de les dues universitats d'Aberdeen, Escòcia (Regne Unit).